# Amedeo Amadei
Amedeo Amadei (Frascati, 26 de julho de 1921 - Frascati, 24 de novembro de 2013) foi um futebolista italiano que atuava como atacante.

## Carreira
Ele nasceu em Frascati, perto de Roma, e era filho de um padeiro.

### Clubes
Sua estreia como profissional ocorreu em 2 de Maio de 1937 com a Roma, aos 15 anos, 9 meses e 6 dias (o mais jovem a estrear na 1ª divisão italiana na história). Uma semana depois, ele marcou na derrota de 5-1 para a AS Lucchese Libertas 1905 tornando-se o mais jovem marcador da 1ª divisão italiana na história, um recorde que mantém até hoje. Jogou também na 2ª divisão com a Atalanta BC, Inter e SSC Napoli. Ele ganhou um título italiano com a Roma na temporada 1941-42. Com AS Roma jogou 386 partidas e marcou 101 gols, em toda sua carreira jogou 423 partidas e marcou 174 gols.

### Seleção Italiana
Com a Seleção Italiana de Futebol ele participou da Copa do Mundo FIFA de 1950. Ele fez uma partida na Copa.

## Títulos

### Clubes
A.S. Roma
- Serie A: 1941–1942